# Uvita (mineral)
La uvita es un mineral de la clase de los ciclosilicatos, y dentro de ésta pertenece al llamado “grupo de la turmalina”. Fue descubierta en 1929 en la provincia de Uva (Sri Lanka), de donde toma su nombre. Un sinónimo es su clave: IMA2000-030a. Fue recientemente redefinido por la IMA en 2010 y aceptado como mineral válido.

## Características químicas
Es un aluminosilicato con aniones adicionales de borato, y cationes de calcio, magnesio y aluminio. Su estructura molecular es de ciclosilicato en anillos de seis tetraedros de sílice, con aniones complejos aislados.
Forma una serie de solución sólida con la dravita (NaMg3Al6(BO3)3Si6O18(OH)4), en la que la sustitución gradual del calcio por sodio va dando los distintos minerales de la serie.
Es el análogo con magnesio de la feruvita (Ca(Fe2+)3(Al5Mg)(BO3)3Si6O18(OH)3F).
Además de los elementos de su fórmula, suele llevar como impurezas: manganeso, titanio, sodio, cromo, vanadio, agua y cinc, que le dan distintas tonalidades de color.

## Formación y yacimientos
Aparece típicamente en rocas pegmatitas ricas en calcio que han sido sometidas a metamorfismo de contacto y procesos metasomáticos con adición de boro.
Suele encontrarse asociado a otros minerales como: calcita, dolomita, tremolita, apatito o escapolita.

## Usos
Puede ser tallado y empleado como gema en joyería.